# 张莹莹 (乒乓球运动员)
张莹莹（1983年1月—），江苏南京人，中国退役女子乒乓球运动员，左手直板正胶快攻打法。

## 生涯
张莹莹曾于1999年第45届世界乒乓球锦标赛上，与马琳搭档参加混合双打比赛，夺得该届赛事的冠军，成为中国队历史上夺得世乒赛单项冠军最年轻的选手。同时，她还与张怡宁搭档，夺得该届赛事的季军。
退役后的张莹莹任职于江苏国税局。